# Cimetière d'Óbuda
Le cimetière d'Óbuda (en hongrois : Óbudai temető) est un cimetière de Budapest. Situé à Óbuda, il fut ouvert en 1910 et est connu pour abriter la sépulture de joueurs de water-polo.

## Personnalités inhumées
- Ernő Kállai (1890-1954), écrivain.
- István Bibó (1911-1979), historien et politologue.
- Vilmos Tátrai (1912-1999), violoniste.
- Dezső Fábián (1918-1973), joueur de water-polo.
- Károly Szittya (1918-1983), joueur de water-polo.
- Gyula Strommer (1920-1995), mathématicien et astronome.
- Árpád Göncz (1922-2015), homme politique, président de la République hongroise de 1990 à 2000.
- Nándor Hidegkuti (1922-2002), joueur puis entraîneur de football.
- Menyhért Lakatos (1926-2007), écrivain rom.
- Imre Sinkovits (1928-2001), acteur.
- György Vízvári (1928-2004), joueur de water-polo.
- Katalin Gombos (1929-2012), actrice, épouse d'Imre Sinkovits.
- Péter Palotás (1929-1967), joueur de football.
- Sándor Csoóri (1930-2016), écrivain.
- Antal Bolvári (1932-2019), joueur de water-polo.
- Sándor Mátrai (1932-2002), joueur de football.
- János Parti (1932-1999), céiste.
- Endre Czeizel (1935-2015), médecin et généticien.
- Gyula Zsivótzky (1937-2007), athlète.
- Flórián Albert (1941-2011), joueur puis entraîneur de football.
- László Felkai (1941-2014), joueur de water-polo.